# 川壙王國
芒盆（Muang Phuan），又称孟潘、川壙王國，東南亞历史上的一個由老撾族支係盆族人建立的王國，其疆域主要包括今日老撾的川壙省，極盛時期曾一度控制华潘省。在越南史料中，川圹王国被称为盆忙、杯盆蛮、盆蛮。黎聖宗洪德十年（1479年），後黎朝征服芒盆，以其地置鎮寧府，並劃歸乂安承宣所領。“鎮寧”之名一直沿用到了法屬時期。1896年，末代君主為法國政府所廢，鎮寧省（川壙省）由各縣土司管轄。

## 历史
芒盆王國由老撾族支係盆族人建立，史書中關於15世紀以前歷史的記載十分模糊，只提供了一份記載諸位盆人君主王號的名單。15世紀以後，芒盆的歷史才漸漸清晰起來。其歷史大致可以分為三個階段：上古時期（8-14世紀）、中古時期（14-18世紀）、近古時期（19世紀）。

### 上古時期（8-14世紀）
根據老撾和芒盆傳說，盆族祖先是坤布倫之子切壮（Cet Cuang）的後代。小曆60年（698），坤布倫分封諸子，其中一個兒子坤洛（Khun Lo）被分封到了瑯勃拉邦，建立了坤洛王朝，成為老撾族的祖先；切壮被分封到了芒盆，成為盆族祖先。事實上，盆人進入芒盆的時間可能更晚。大約在11世紀左右，高棉帝國開始走向衰落，大量的老撾人進入高棉帝國曾經控制的湄公河流域。盆族從華潘進入到川壙，並在該地區建立王國。
根據《川壙紀年》的記載，從始祖切壯到陶甲（Tao Kap）的上古時期，共有十四位君主。除了最初的三位君主，其後的十一位君主的稱號均是“陶”（Tao）。陶甲去世後，其子拍尼新（Panihin）繼承王位。拍尼新在位時期，老撾蘭滄王國的國王是披琴俸（Phra Kam Phong），14世紀初期。從拍尼新開始，芒盆的年代開始清晰起來。

### 中古時代（14-18世紀）
大約在拍尼新時代，芒盆為瀾滄王國所征服。在曼荼羅體系中，芒盆是瀾滄王國下屬的自治國家，需要每三年向瀾滄進獻金銀花樹。拍尼新去世後，其子昭暹琴努（Chao Siem Kam No）即位。昭暹琴努統治時期，老撾的國王是披耶法昂。昭暹琴努去世後，其子昭琴俸（Chao Kam Phong）即位。昭琴俸在位期間，老撾國王是三森泰（Sam Sen Thai）。昭琴俸去世後，其子披耶琴車（Pana Kam Ce）即位。披耶琴車去世後，其子昭琴洪即位（Chao Kam Hong）即位。大約在1421年，昭琴洪去世後，其子昭琴蓬（Chao Kam Pong）即位。昭琴蓬統治時期，芒盆發生了叛亂。昭琴蓬與其母婻芃丹逃往了老撾。在老撾國王吉琴（Cit Kam）的幫助下，昭琴蓬奪回了王位。昭琴蓬統治時期，制定了法典，信仰緬甸佛教，並且與老撾、越南的關係都十分密切。
昭琴蓬去世後，其子昭琴空（Chao Kam Kong）即位，也就是越南文獻中提到的“琴公”。光順十年（1469），琴公歸順後黎朝，後黎朝于其地置鎮寧府。1478年，琴公在瀾滄的支持下，起兵反抗後黎朝的統治，驅逐了越南的駐守官員。1479年，农历八月，琴公与澜沧合兵，骚扰越南西部边界。黎圣宗随即决定派兵十八万入侵澜沧。越南军队从茶麟府、安西府、玉麻州、顺枚州、清都府五路同时入侵老撾。十月，黎圣宗亲征，入盆蠻之地，十一月至输蒲而还。十二月，又遣黎念率军三十万攻打盆蠻，琴公在逃跑中死亡。越军劫略芒盆的城鎮，焚烧谷物。盆蠻本有众九万，经过大饥荒，仅存二千余。芒盆贵族只得向越南乞降，越南立琴冬（Kham Don）为宣慰大史，管理其地。
琴空死後，王室絕嗣，國家暫時由貴族管理。披耶森（Pana Sen）和披耶西（Pana Si）相繼統治芒盆。隨後琴空之子琴塞塔（Kam Satta）又奪回了王位。 琴塞塔時期，芒盆與老撾關係密切。琴塞塔去世後，其子琴高（Kam Kau）即位，又名“昭苏奔朗泰”（Chao Su Bun Lang Tai）。1532年，琴高杀死了兰沧使者，兰沧国王波提萨拉腊发兵征讨镇宁，掳走五百户百姓。1551年，琴高去世，其子琴东（Kam Don）即位，又名“帕考”（Pha Khau）。1568年，琴东去世，其子琴兰（Kam Lun）即位。琴东、琴兰在位期间，曾经协助兰沧国王塞塔提拉抵抗缅甸的入侵。1605年，琴兰去世，其子昭颂乔（Chao Song Keu）即位，次年被兰沧廢黜，其弟昭塔尼（Chao Tani）即位。1621年，昭塔尼五十六岁时去世，其弟昭蒙提（Chao Munti）即位。昭蒙提在位六年去世，此时正值兰沧内乱，蒙巧王（Mone Keo）夺得王位。
17世紀中期至18世紀中期的一個世紀，芒盆的世係十分混亂。這一時期正值老撾蘭滄王國分裂，老撾處於內亂之中。1696年，蘭滄王國分裂為萬象王國和樂凡王國。1707年，北部城鎮瑯勃拉邦又從萬象王國分裂而出，成為瑯勃拉邦王國。1713年，原老撾蘭滄王朝的貴族們又在下老撾建立起占巴塞王国。老撾分裂為四大王國。芒盆國成為萬象王國的附庸，而華潘省六城則成為瑯勃拉邦王國的附庸。芒盆作為老撾的附庸國亦受到了混亂的影響，相關編年文獻中對這一時期的記載僅有諸王的名單，因此難以還原該時期的王室譜系。
大約在1731年，昭翁洛（Chao Ong Lo）成為芒盆的君主。昭翁洛統治時期，其疆域擴張了華潘省一帶。昭翁洛與試圖擺脫萬象的控制，於是發起叛亂，但是遭到了萬象的鎮壓。萬象扶持昭翁洛之弟昭翁奔（Chao Ong Bun）為芒盆國王。昭翁奔在於其兄長的競爭中處於下風，於是又將王位歸還給昭翁洛。大約在1759年，昭翁洛去世，身為副王的昭翁奔繼承王位。1763年，越南後黎朝的皇子黎維逃往鎮寧，奪取了昭翁奔的國家，將昭翁奔囚禁，芒盆貴族或逃往萬象，或歸降黎維。芒盆遂由黎維進行實際統治。
1770年，黎維為後黎朝所滅。後黎朝任命昭翁奔的叔父昭琴悶（Chao Kam Men）為“正蛇”，統治鎮寧；昭翁洛之子昭岑普（Chao Sum Pu）為“副蛇”協助昭琴悶。昭琴悶死後，其子昭諾芒（Chao No Muang）繼承王位。大約在1782年，昭岑普推翻了昭諾芒，自立為芒盆之主。

### 近古時期（18-19世紀）
昭岑普統治時期，曾多次試圖擺脫萬象的統治。1788年，萬象出兵征討芒盆，昭岑普被俘虜，押往萬象囚禁三年。昭岑普之弟，副王昭撐（Chao Sieng）向安南求援。安南皇帝阮文惠派遣大軍征討萬象，攻破萬象都城，昭岑普得以回到了芒盆。由於昭岑普協助西山朝討伐萬象，萬象與1800年再度發兵討伐芒盆，將昭岑普俘虜。1802年，阮朝建立後，為了答謝萬象的協助阮福映復國之功，將鎮寧送與萬象。
昭岑普在萬象去世，其弟副王昭撑襲職為芒盆國王。1803年十二月，昭撑在位仅一年便去世了，昭撐之子昭內（Chao Noi）即位。萬象國王昭印卻立昭內的從兄蛇剛為鎮寧之主。昭內及其六百名追隨者逃往阮朝的乂安省。
1804年正月，蛇剛不受芒盆貴族的擁戴，於是萬象國王昭阿弩又立昭內為芒盆之主。1814年，昭內粗暴地鎮壓了克木族的叛亂。1823年，昭內被同父異母兄弟控告尋求獨立。萬象國王昭阿努以詢問1814年的事件為由將他召到萬象。旋即，昭內被囚禁在萬象達三年。直到1826年萬象王昭阿努舉兵反抗暹羅，遭到暹羅的入侵，昭內才得以回到芒盆。昭內因萬象反叛暹羅，擔心遭到暹羅的懲罰，於是重新歸附阮朝。阮朝於其地重新設置鎮寧府，以昭內為防禦使。1828年昭阿努起義失敗後，昭內逮捕了逃往中的昭阿努，將其移交暹羅。1832年，越南明命帝命令謝光巨將昭內擒獲，押往順化殺害，昭內的家眷被流放到了歸合汛。明命帝直接派遣流官統治鎮寧。
越暹戰爭爆發後，暹羅以保護當地泰族人為藉口，派1000人入侵川壙，殺死越南官員。數千名泰族人被從川壙強制遷移到暹羅，數百人試圖逃脫，但被越南人抓住並自殺。被暹羅帶走的川壙泰族人則因疾病和虐待大量死亡，只有一千多人最後來到曼谷。
越南統治一直持續到了1851年，嗣德帝將昭內之子昭普（Chao Po）釋放回到了鎮寧。1868年，昭普去世，其弟副王昭應襲職。1873年來自廣西的黃旗軍來到老撾，“賀人戰爭”（The Wars Of Haw）爆發。昭應在抗擊黃旗軍的過程中戰死，其子昭康提繼續率領盆人抗擊黃旗餘眾。1886年，暹羅軍隊討伐黃旗餘眾，趁機將包括昭康提在內的芒盆貴族帶到曼谷囚禁，派遣暹羅官員蘇里亞旺薩·塔（Suriyawongsa Tat）直接統治芒盆，繼續與黃旗軍殘部作戰。
越南於1880年代開始成為法國的保護國。法國殖民者意識到暹羅對這裡的統治被薄弱，不斷製造與暹羅的邊境摩擦。乂安的法國官員扶持欽縣的盆族頭領陶潘（Tao Pan）與暹羅對抗。1889年7月，暹羅政府罷免了蘇里亞旺薩·塔，由披尼威·維蘇（Phra Niwet Wisut）負責芒盆事務。
1893年法暹戰爭爆發，法國最終迫使暹羅放棄湄公河東岸的領土。芒盆被劃入了安南，始置為“鎮寧道”。芒盆王族後裔昭琴黃（Chao Kam Huang）被任命為“
管道”。1895年，鎮寧道被劃入法屬上老撾。1896年，昭琴黃因涉嫌了苗人反法起義，被法國政府罷免，芒盆王國宣告滅亡。

## 鎮寧府

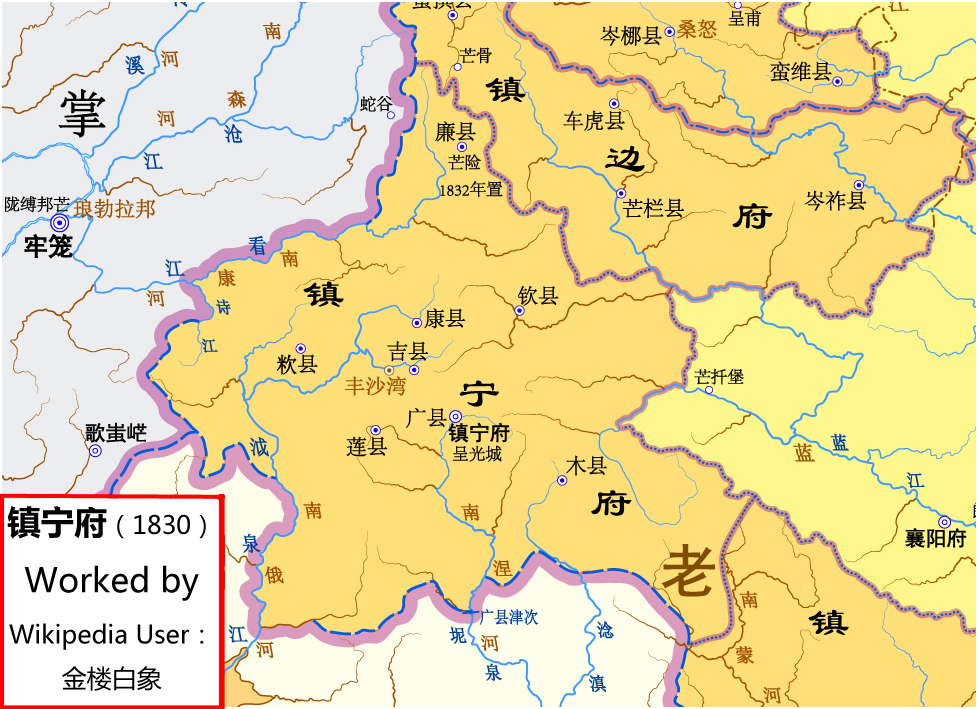
阮朝镇宁府

光順十年（1469）初，越南後黎朝征服芒盆，於其地設置了鎮寧府，下轄光榮、明廣、景淳、金山、清渭、珠琅、忠順七县。黎中興之後，鎮寧府成為羈縻之地。至阮朝明命八年（1827），復置鎮寧府，轄广、钦、康、莲、木、吉、𥸷七县，後又置廉縣，歸鎮寧管轄。鎮寧府的建置一直沿用到法屬時期。

## 芒盆王國君主列表

### 上古時代（8-14世紀）
| 君主               | 即位 | 去位   | 備註                          |
| ------------------ | ---- | ------ | ----------------------------- |
| 切壮（Cet Cuang）  | 698  | ？     | 坤布倫之子，盆族始祖。เจ็ดเจือง |
| 切撐（Cet Cieng）  |      |        | 切壮之子，เจ็ดจอน              |
| 切景（Cet Cing）   |      |        | 切撑之子                      |
| 陶普（Tao Pua）    |      |        | 切景之子                      |
| 陶蓬（Tao Pong）   |      |        | 陶普之子                      |
| 陶銮（Tao Ruang）  |      |        | 陶蓬之子                      |
| 陶丘（Tao Khiu）   |      |        | 陶銮之子                      |
| 陶快（Tao Khwai）  |      |        | 陶丘之子                      |
| 陶苏玛（Tao Suma） |      |        | 陶快之子                      |
| 陶萨（Tao Sa）     |      |        | 陶苏玛之子                    |
| 陶孟（Tao Meng）   |      |        | 陶萨之子                      |
| 陶孔（Tao Khom）   |      |        | 陶孟之子                      |
| 陶开（Tao Kai）    |      |        | 陶孔之子                      |
| 陶甲（Tao Kap）    | ？   | 1330？ | 陶开之子                      |

### 中古時代（14-18世紀）

#### 前葉（1330？-1500？）
| 君主     | 即位   | 去位   | 外文名                     | 備註                                                  |
| -------- | ------ | ------ | -------------------------- | ----------------------------------------------------- |
| 昭帕尼新 | 1330？ |        | เจ้าพระยีหิน，Chao Panihim    | 陶甲之子。                                            |
| 昭暹琴努 | 1370？ |        | Chao Siem Kam Nu           | 昭帕尼新之子。                                        |
| 昭琴俸   | 1400？ |        | เจ้าคำผง，Chao Kam Phong    | 昭暹琴努之子。                                        |
| 披耶琴車 | 1430？ |        | Pana Kam Ce                | 昭琴俸之子。                                          |
| 昭琴蓬   | 1440？ |        | Chao Kam Pong              | 披耶琴車之子。又名昭琴洪。                            |
| 昭琴空   | ？     | 1479   | เจ้าล้านคำกอง，Chao Kam Kong | 昭琴蓬之子，又名琴公，昭蘭琴空（Chao Lan Kam Kong）。 |
| 昭坎温芒 |        |        | เจ้าคำอุ่นเมือง                | 昭琴空之子，不在位。                                  |
| 帕耶森   |        | 1480？ | Pana Sen                   | 琴冬？                                                |
| 帕耶西   |        |        | Pana Si                    |                                                       |

#### 中葉前期（1500？-1630？）
| 昭琴塞塔 | 1500？ |        | เจ้าคำศรัทธา，Chao Kam Satta | 琴繼，昭琴空之子。                      |
| 昭琴高   | ？     | 1551   | Chao Kam Kau               | 昭琴塞塔之子。又名昭蘇奔朗泰。          |
| 昭琴東   | 1551   | 1568   | เจ้าคำด่อน，Chao Kam Don     | 昭琴高之子，又名帕考。                  |
| 昭琴山   | 1568   | 1605   | เจ้าคำสั้น，Chao Kam San      | 昭琴東之子，又名昭琴蘭。                |
| 昭頌喬   | 1605   | ？     | Chao Song Keu              | 昭琴蘭之子。對應琴吉旺（เจ้าคำกิวง）。    |
| 昭塔尼   | ？     | 1621   | Chao Tani                  | 昭頌喬之弟。對應琴蘭。                  |
| 昭蒙提   | 1621   | 1630？ | Chao Munti                 | 昭塔尼之弟，對應昭琴浦塔（เจ้าคำพุทธา）。 |

#### 中葉後期-欠史時代（1630？-1731？）
| 君主       | 即位   | 去位   | 外文名                       | 備註                                   |
| ---------- | ------ | ------ | ---------------------------- | -------------------------------------- |
| 昭琴塞塔   | 1630？ |        | เจ้าคำศรัทธา，Chao Kam Satta   | 昭蒙提或琴浦塔之子。對應琴塞塔（琴繼） |
| 昭奔朗泰   |        |        | เจ้าบุนลังไท，Chao Bun Lang Tai | 琴塞塔之子。對應琴高。                 |
| 昭奔祿     |        |        | เจ้าบุญรอด，Chao Bun Lot       | 琴塞塔之子，昭奔朗泰之弟。             |
| 昭琴奔空   |        |        | เจ้าบุญคง，Chao Kam Bun Kong   | 昭奔朗泰之子。對應昭琴空（琴公）。     |
| 披耶琴提渥 |        |        | เจ้าบุญจัน，Chao Bun Can        | 攝政。對應披耶森和披耶西。             |
| 昭奔贊     |        |        | เจ้าบุญจัน，Chao Bun Can        | 昭琴奔空之子。                         |
| 昭琴恩芒   |        | 1730？ | เจ้าคำอุ่นเมือง,Chao Un Muang    | 昭奔贊之子。                           |

#### 后葉（1731-1782）
| 君主   | 即位   | 去位   | 外文名                    | 備註                 |
| ------ | ------ | ------ | ------------------------- | -------------------- |
| 昭翁洛 | 1731？ | 1759？ | เจ้าองค์หล่อ，Chao Ong Lo    | 鎮郡。               |
| 昭翁奔 | 1759？ | 1763   | เจ้าองค์บุญ，Chao Ong Bun    | 盧琴香，昭翁洛之弟。 |
| 黎維密 | 1763   | 1770   | Ong Rwang Mat Dia Ten     |                      |
| 昭琴悶 | 1770   | ？     | Chao Kam Men              | 盧琴蘊，盧琴香之叔。 |
| 昭诺芒 | ？     | 1782   | เจ้าหน่อเมือง，Chao No Muang | 昭琴悶之子           |

### 近古時代（1782-1896）
| 君主             | 即位   | 去位 | 外文名              | 備註                             |
| ---------------- | ------ | ---- | ------------------- | -------------------------------- |
| 昭岑普           | 1782？ | 1803 | เจ้าชมพู，Chao Sum Pu | 卢琴欽，昭翁奔之子。             |
| 昭撐             | 1803   | 1804 | เจ้าเชียง，Chao Sieng | 昭岑普之弟。                     |
| 昭內             | 1804   | 1832 | เจ้าน้อย，Chao Noi    | 昭撐之子。                       |
| 越南直接統治時期 | 1832   | 1851 |                     |                                  |
| 昭普             | 1851   | 1868 | เจ้าโป้，Chao Pu      | 昭縛，昭內之子。                 |
| 昭應             | 1868   | 1873 | เจ้าอึ่ง，Chao Ung     | 昭內之子，昭普之弟。             |
| 昭康提           | 1873   | 1886 | Chao Kham Ti        | 昭應之子。                       |
| 蘇里亞旺旺薩·塔  | 1886   | 1889 | Suriyawongsa Tat    | 暹羅官員。                       |
| 披尼威·維蘇      | 1889   | 1893 | Phra Niwet Wisut    | 暹羅官員。                       |
| 昭琴黃           | 1893   | 1896 | Chao Kam Huang      | 昭應之子，鎮寧道管道，末代盆王。 |